# チュバ
チュバは千葉県の県域放送局である千葉テレビ放送（チバテレ・CTC）のマスコットキャラクター。
チバテレが地上デジタル放送の本放送を開始した2006年4月1日より使用。

## 概要
2006年4月1日より、1971年の千葉テレビ開局以来長年使われてきたctc坊やに代わり登場した。
唇やハートをモチーフにしたキャラクターであり、Chibaの「Ｃ」をかたどる。体の色は赤。基本的には「チュバ」としかしゃべらない。
2010年12月からはtwitterを始めており、つぶやきの最後に「チュバ」とつけてコメントしている。
2010年7月5日発行分の東京スポーツで、ゆるキャラの1つとして紹介された。

## テレビ放送での登場
番組の開始直前や終了直後に流れる、5秒程度のアニメーションがある。また、15秒のスポットCMも存在する。さらに、県内の幼稚園に行って着ぐるみのチュバが幼稚園児と遊んでいるCMも放送されている（交通安全啓発キャンペーン）。ただし、『ニュースChiba21』以降の21時台のニュース番組（現在は『NEWSチバ930』）内での交通安全CM（千葉県自動車販売店協会）については、後述のCaptain☆Cがチュバに代わって務めていた。2010年7月頃からは、再度チュバが登場する交通安全CMが『NEWSチバ930』内で放送されている。
また、千葉県内の各種イベントにも着ぐるみのチュバが出没していて、2008年以降は同じ赤色である千葉県マスコット「チーバくん」（当初はゆめ半島千葉国体のキャラクター）と共演することも多い。
かつて放送されていた自社製作番組『ハピはぴ・モーニング〜ハピモ〜』（7:00-7:30のみ、首都圏トライアングルで同時放送）のスタジオではぬいぐるみが置かれ、神奈川県や埼玉県の視聴者にも知られている。さらに、前身の『朝まるJUST』ではかつてチュバの冠コーナーがあった。
また『チュバチュバワンダーランド』という番組があり、OPの遊園地風のアニメや歌の中にチュバが登場する。2009年4月までは3人組の「C☆stars」が歌っていたが、2009年5月以降は千葉を愛するご当地ヒーローの「Captain☆C」が歌っており、曲調もかなり異なっている。